# Cariba Heine
Cariba Heine (* 1. října 1988) je australská herečka a tanečnice. Její nejznámější role jsou Rikki Chadwick v seriálu H2O: Stačí přidat vodu a Bridget Sanchez v Blue Water High. Hrála také titulní roli ve filmu A Model Daughter: The Killing of Caroline Byrne.
V roce 2007 získala ocenění na Nickelodeon Choice Awards ve Velké Británii a v roce 2008 vyhrála DOLLY Teen Choice Awards.

## Životopis
Cariba se narodila v Jižní Africe, ale v roce 1991, když jí byly 3 roky, se přestěhovala se svou rodinou do Austrálie. Její matka vlastní taneční školu s názvem Legs. Zpočátku Cariba chodila na taneční lekce své matky ve škole do Canberry, později chodila na Telopea Park School a St Claire's College. Vystupovala v mnoha představením, kvůli tanci se dostala i do Spojených států, kde hrála ve videoklipu Willa Younga s názvem Leave Right Now.
Zahrála si roli Caroline Byrne ve snímku A Model Daughter: The Killing Of Caroline Byrne, který měl premiéru 4. listopadu 2009 na australském televizním kanálu Network Ten.

## Filmografie
| Rok       | Název                                           | Role            |
| --------- | ----------------------------------------------- | --------------- |
| 2005      | Strictly Dancing                                | Sama sebe       |
| 2006–2010 | H2O: Stačí přidat vodu                          | Rikki Chadwick  |
| 2007      | Stupid, Stupid Man                              | Mindy           |
| 2008      | Blue Water High                                 | Bridget Sanchez |
| 2009      | The Pacific                                     | Phyllis         |
| 2009      | A Model Daughter: The Killing of Caroline Byrne | Caroline Byrne  |
| 2010      | Dance Academy                                   | Isabelle        |
| 2010      | The Future Machine                              | Kate Hill       |
| 2011      | Blood Brothers                                  | Ellie Carter    |
| 2011      | Bait                                            | Heather         |
| 2016      | Mako Mermaids                                   | Rikki Chadwick  |